# Naturschutzgebiet Katerlöh
Das Naturschutzgebiet Katerlöh mit einer Größe von 2,8 ha liegt in der Gemeinde Herscheid nordwestlich des Weilers Katerlöh. Das Naturschutzgebiet (NSG) wurde 1998 vom Märkischen Kreis mit dem Landschaftsplan Nr. 5 Herscheid ausgewiesen.

## Gebietsbeschreibung
Beim NSG handelt es sich um eine Wacholderheide.

## Schutzzweck
Laut Naturschutzgebiets-Ausweisung wurde das Gebiet zum Naturschutzgebiet ausgewiesen zur Erhaltung, Entwicklung und Wiederherstellung einer Wacholderheide mit einer speziell angepassten Flora und Fauna. Wie bei allen Naturschutzgebieten in Deutschland wurde in der Schutzausweisung darauf hingewiesen, dass das Gebiet „wegen der Seltenheit, besonderen Eigenart und Schönheit des Gebietes“ zum Naturschutzgebiet wurde.